# Electrolux
Electrolux je švédský koncern se sídlem ve Stockholmu a celosvětově patří mezi největší výrobce domácích a profesionálních spotřebičů.[zdroj?] Působí na více než 150 světových trzích, kde ročně prodá přes 60 milionů výrobků.[zdroj?]
Společnost Electrolux vyrábí nejen vysavače (sáčkové, bezsáčkové, tyčové i robotické), ale také chladničky, myčky, pračky, sušičky, varné desky, trouby, vinotéky, sporáky, klimatizace, čističky vzduchu a malé kuchyňské spotřebiče. Do koncernu Electrolux patří také další značky, jsou to AEG, Zanussi, Anova, Frigidaire a Westinghouse. V roce 2018 dosáhl prodej výrobků společnosti Electrolux hodnoty 124 mld. SEK (cca 293 mld. českých korun) a společnost zaměstnávala 54 000 zaměstnanců.
Od svého založení v roce 1919 má společnost na svém kontě mnohá prvenství. Jako první například uvedla na trh vysavač pro domácí použití a hovorový výraz „lux“ je odvozen právě z původního názvu společnosti.

## Historie

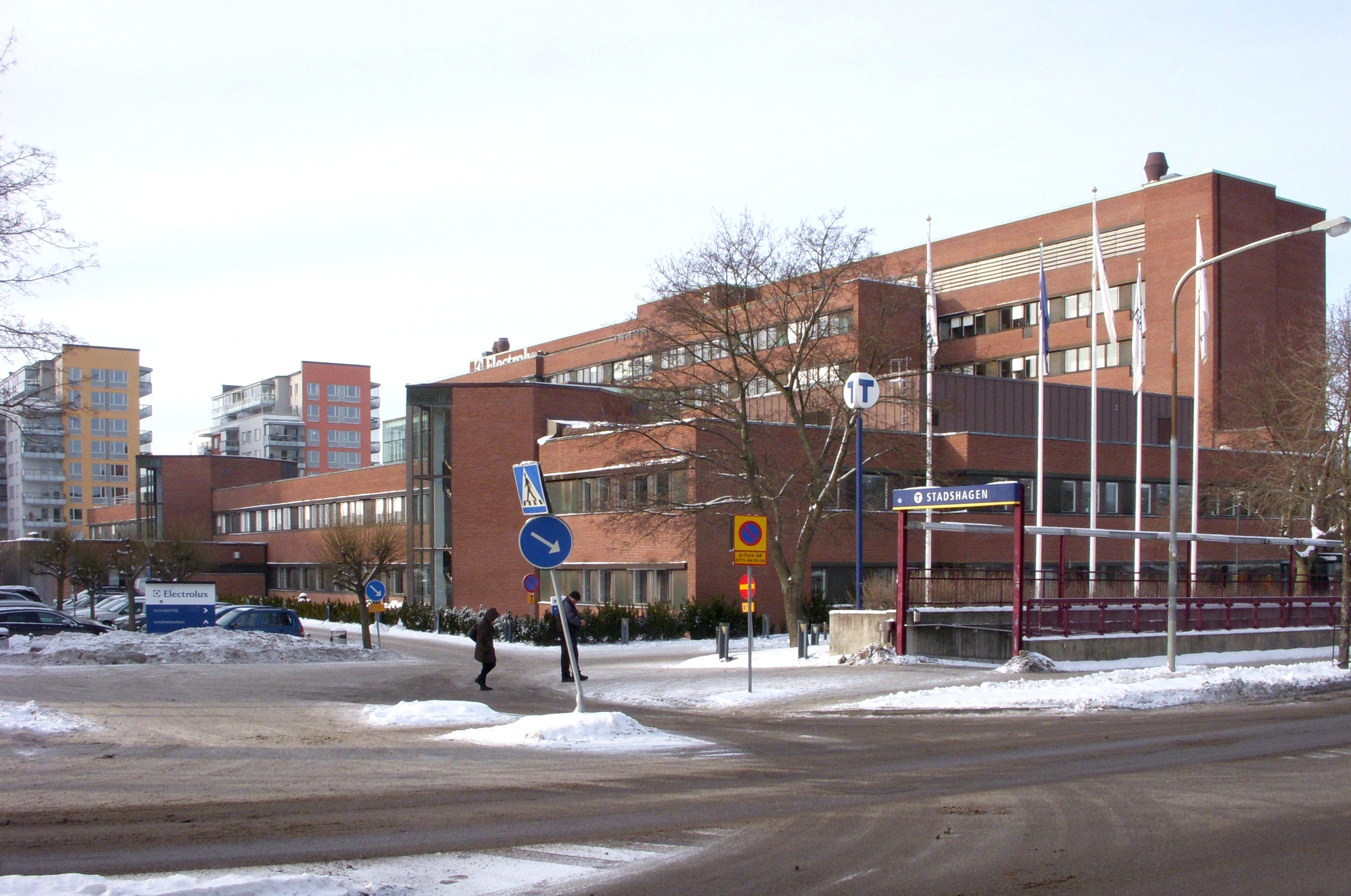
Ústředí firmy Electrolux ve Stockholmu

V roce 1901 byla ve Stockholmu založena společnost AB Lux na výrobu kerosenových lamp. S nástupem elektrifikace však společnost musela hledat nové uplatnění, které později našla ve výrobě vysavačů.
První myšlenky na moderní vysavač se zrodily v roce 1908 ve Vídni, kdy švédský obchodník Axel Wenner-Gren během své návštěvy města zahlédl ve výloze zvláštně vypadající stroj. Byl to vysavač americké značky Santo, který sestával z motoru a čerpadla. Vážil 20 kg a prodával se za cenu přibližně 73 amerických dolarů. O dva roky později založil inženýr Sven Carlstedt společnost Elektromekaniska AB, která začala vyrábět vysavač Salus pro švédský trh. V podstatě se jednalo o kopií amerického modelu Santo.
V roce 1912 zahájil obchodník Axel Wenner-Gren spolupráci se společností AB Lux, jejímž výsledkem byl vysavač Lux I o hmotnosti 14 kg. Současně s tím odstartovala éra přímého prodeje, kdy prodejci křižovali ulicemi, na vozíku za sebou táhli těžký vysavač a s hospodyněmi se snažili domluvit termín návštěvy u nich v domácnosti.

### Historické milníky
- 1908 – S rozvojem elektrifikace v Evropě hledala společnost AB Lux vyrábějící kerosenové lampy pro venkovní osvětlení nové uplatnění.
- 1912 – Společnost AB Lux se dohodla na spolupráci s obchodníkem Axelem Wenner-Grenem a začala vyrábět elektrické vysavače pro domácí použití. První vysavač se jmenoval Lux I a vážil 14 kg.
- 1915 – Axel Wenner-Gren založil prodejní společnost Svenska Elektron AB a uvádí na trh Model III vážící pouhých 3,5 kg.
- 1917 – Elektron koupil všechny akcie společnosti Elektromekaniska a o rok později se dohodl na spolupráci ještě s AB Lux.
- 1919 – Prvního dubna došlo k oficiálnímu založení společnosti Electrolux. Její název vznikl spojením jmen všech tří firem: Elektromekaniska, Elektron a Lux.
- 1928 – Electrolux vstoupil na londýnskou burzu. Tou dobou již byly otevřeny továrny i mimo domovské Švédsko.
- 1937 – Americká pobočka společnosti Electrolux uvedla první aerodynamický vysavač navržený Lurellem Guildem. Díky jeho tvaru se vysavači přezdívalo „bochník chleba“.
- 50. léta 20. století – Společnost představila první pračku určenou pro běžné domácnosti. Byl to model W20.
- 1962 – Electrolux představil nové logo a švýcarský designér Carlo Vivarelli se stal vedoucím oddělení designu.
- 70. léta 20. století – V tomto období Electrolux přebral 59 společností. Mimo jiné například švédskou Husqvarnu.
- 1984 – Spojení s italskou značkou Zanussi. Tímto obchodem dosáhl Electrolux vedoucí pozici na evropském trhu s bílým zbožím.
- 90. léta 20. století – Electrolux vstoupil na trhy ve východní Evropě, Latinské Americe a Asii.
- 1994 – Společnost se spojila s AEG.[7]

Prezidentem globální společnosti Electrolux je Jonas Samuelson. Ředitelem společnosti pro český a slovenský trh byl v letech 2012–2022 Martin Svoboda.

## Značky
- AEG (dostupná v ČR)
- Anova
- Beam
- Electrolux (dostupná v ČR)
- Electrolux Professional (dostupná v ČR)
- Eureka
- Frigidaire
- Westinghouse
- Zanussi (dostupná v ČR)
- Zanussi Professional

## Významné produkty

Lux I

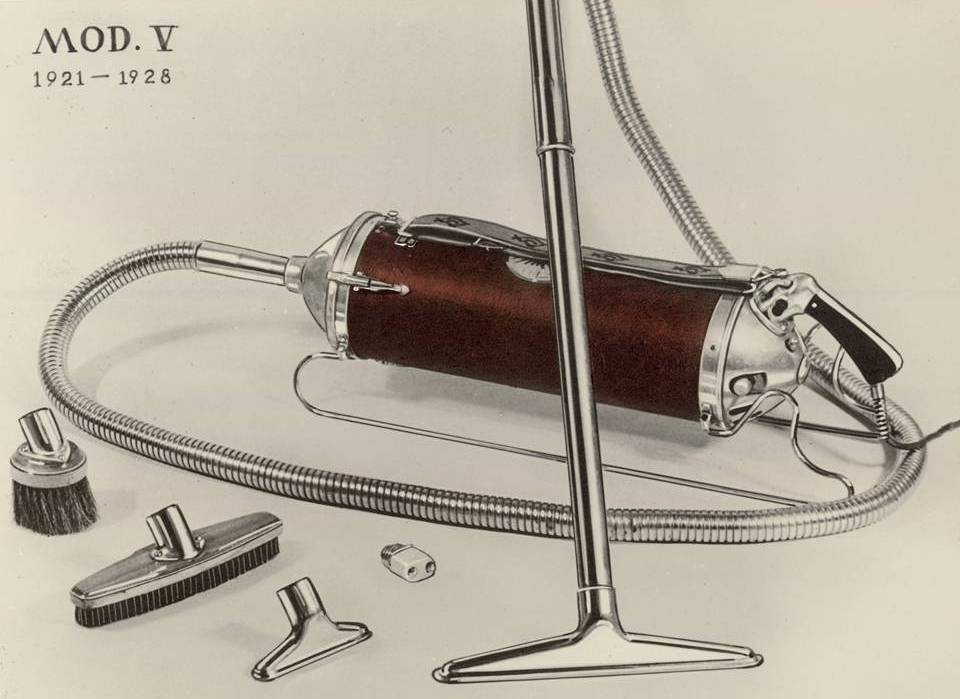
Electrolux vysavač Model V 1921-1928

### Lux I (1912)
Axel Wenner-Gren uvedl na trh první vysavač Lux I vyrobený společností Lux ve Stockholmu (váha 14 kilogramů, cena 44 dolarů).

### Model V (1921)
Na rozdíl od dobových těžkých a neskladných vysavačů byl Model V navržen tak, aby ležel na podlaze na dvou tenkých kovových kolejnicích. Tato novinka se stala světovým standardem po desetiletí. Poprvé umožnila jednoduché vysávání v domácnosti. Kolejnice byly inovací samotného zakladatele značky Axela Wenner-Grena. Konstrukce vysavače pak odrážela tehdejší trend v průmyslové výrobě, který vzešel od německého architekta Petera Behrensena.

### První chladnička D-fridge (1924)
V roce 1922 představili dva stavební inženýři Baltzar von Platen a Carl Munters svůj vynález: zařízení, které vytváří chlad prostřednictvím vody. Tento proces byl založen na důmyslném využití procesu absorpce. O dva roky později společnost Electrolux tento vynález koupila. V následujícím roce se rozběhla sériová výroba prvních chladniček pod značkou Electrolux. První chladnička nesla název D-fridge, byla ochlazována vodou, a proto musela být připojena k vodovodu. O šest let později, v roce 1931 byla pod názvem L1 představena první vzduchem chlazená chladnička.

### Kuchyňský robot Assistent (1939)
Na žádost výrobce navrhl švédský inženýr a designér Alvar Lenning kompaktnější verzi profesionálního kuchyňského robota, aby mohl být používán v domácnosti. Kuchyňský robot Electrolux Assistent se svým typickým designem stal ikonickým výrobkem společnosti.

### První myčka na světě (1959)
V té době nebyla většina kuchyní pro myčku uzpůsobena. Nicméně první model myčky Electrolux s označením D10 mohl být instalován do větších kuchyní a bez nutnosti náročných úprav. Myčce se přezdívalo "kulatá plechovka".

### Trilobite (2001)
První robotický vysavač na světě.